# كارنتشيتا
كارين آن رودريغيز كابريرا (Karen Ann Rodriguez Cabrera) (المولودة في سيدني، أستراليا في 5 أكتوبر 1995 -) المعروفة كـ كارينتشيتا إيغوت (Karencitta Ygot) أو الاسم الفردي كارنتشيتا (بالأحرف اللاتينية Karencitta) هي مغنية فيليبينية تعمل من لوس أنجيلوس. اشتهرت بأغنية Cebuana بلغة السيبو، وهي لغة إقليمية فيليبينية. 
كما لعبت أدوارا في فيلم Funny Man لـ أومري دوراني عام 2015 وفيلم Indak عام 2018  

## الألبومات
- 2019: Cebuana Pursuation

## الأغاني
- 2017: "Cebuana"
- 2017: "Fckroun"
- 2018: "(No Apology (Wala Akong Paki"
- 2018: "1LOVE" مع Amaan Ali Bangash و Ayaan Ali Bangash
- 2019: BamBamBam

## روابط خارجية
- كارنتشيتا على موقع IMDb (الإنجليزية)
- كارنتشيتا على موقع ميوزك برينز (الإنجليزية)
- كارنتشيتا على موقع قاعدة بيانات الفيلم (الإنجليزية)